# Rubidiumpertechnetat
Rubidiumpertechnetat, RbTcO4 ist eine chemische Verbindung aus der Gruppe der Pertechnetate mit Rubidium.

## Gewinnung und Darstellung
Rubidiumpertechnetat kann durch die Reaktion von Rubidiumcarbonat und Ammoniumpertechnetat gewonnen werden.
{\displaystyle {\ce {Rb2CO3 + 2 NH4TcO4 -> 2 RbTcO4 + (NH4)2CO3}}}

## Eigenschaften
Die Kristallstruktur von Rubidiumpertechnetat ist tetragonal aufgebaut und besitzt die Raumgruppe I41/a. Die Gitterparameter sind a = 576,2 pm und c = 1354,3 pm. Die Länge der Tc–O-Bindung ist 172,3 pm und der Rb–O-Bindung 302,1 pm lang. Der Winkel der O–Tc–O-Bindung beträgt 108,34°.